# Coisas
Coisas é um álbum do um arranjador, compositor, maestro e multi-instrumentista brasileiro Moacir Santos, lançado em 1965.

## Descrição
Coisas é o primeiro álbum solo do compositor, maestro e professor pernambucano Moacir Santos. Foi gravado nos estúdios da RCA Victor entre 23 e 25 de Março de 1965 e lançado em LP no mesmo ano. Recebe esse nome pois Moacir, um estudioso da música erudita, se inspirou na numeração dos Opus da música clássica. Sendo assim, decidiu nomear todas as composições como "coisas", além de estarem inseridas na área popular. Cada uma é numerada de 1 a 10, sem necessariamente obedecer a uma ordem de repertório. As dez faixas instrumentais compostas e arranjadas pelo músico apresentam uma fusão de jazz com ritmos afro-brasileiros. Algumas são feitas em parcerias com outros músicos, como Mário Telles (Coisa nº 10, Coisa nº 5 e Coisa nº 7), Regina Werneck (Coisa nº 9 e Coisa nº8) e Clóvis Mello (Coisa nº 1).
A primeira edição foi lançada pelo selo Forma com um texto assinado pelo produtor Roberto Quartin.
Trata-se de um músico negro escrevendo música negra e não de um garoto de Ipanema contando as tristezas da favela ou de um carioca, que nunca foi a Petrópolis, a enriquecer o cancioneiro nordestino.— Roberto Quartin
. Isso porque a obra contrasta radicalmente com o tipo de música feita no Brasil na década de 1960. Se Coisas se distancia da Bossa nova pelas fortes características regionais, ritmos africanos e tempos quebrados, também se mantém longe do Bebop do Hard bop que se ouvem no Beco das Garrafas, tradicional reduto boêmio do Rio de Janeiro. Justamente por não se encaixar em rótulos, a sonoridade criada por Santos é uma das responsáveis pela renovação da música instrumental brasileira.

## Antecedentes e Gravação
Durante os anos 60, Moacir atuou como compositor de trilhas para diversos filmes brasileiros ou filmados no Brasil. Várias composições incluídas no Coisas nasceram dessas trilhas ou foram reaproveitadas. Coisa nº 5 (também conhecida como Nanã) é a trilha de abertura do filme Ganga Zumba, além de ser a faixa mais conhecida e ter mais de 150 gravações diferentes, incluindo dos músicos norte-americanos Herbie Mann e Kenny Burrell. Em um passeio pelo Parque Eduardo Guinle, no bairro carioca da Glória, o maestro imagina uma procissão e começa a entoar as sílabas “nã, nã, nã, nã”. Passa então a tocar a melodia ao clarinete, em companhia de Baden Powell e Tom Jobim em reuniões informais. Em uma delas, na casa da cantora Nara Leão, chama a atenção do cineasta Cacá Diegues, seu futuro marido. Diegues decide usar o tema em seu filme, na voz de Nara – a primeira artista a gravá-lo em versão scat singing, em seu disco de estreia, de 1964. O compositor Vinicius de Moraes chega a fazer alguns versos para a letra da música, mas não agrada a Moacir Santos devido ao teor “sensual”.

Nanã é uma mistura de sons onomatopaicos e ao mesmo tempo o nome de uma divindade africana, que pode ser a mãe de Nossa Senhora ou a deusa do mar, dependendo da religião”— Moacir Santos
Cabe a Mário Telles fazer a letra definitiva da canção, gravada em 1964 por Wilson Simonal. Nesse mesmo ano, Moacir Santos – que atua como professor e acaba por influenciar grandes talentos da música brasileira – passa duas composições de sua autoria para o então aluno Sérgio Mendes: Coisa nº 5 e Coisa nº 2. O maestro sugere dois trombones e um saxofone tenor. Surge aí o esquema original do grupo Sérgio Mendes & Bossa Rio, que grava as composições citadas em seu disco Você Ainda Não Ouviu Nada (1964). Geraldo Vandré grava Coisa nº 7 com o nome de Dia de Festa, no disco Hora de Lutar, de 1965, assinando a parceria com Moacir Santos.
O fato de compor arranjos sem conhecer as regras faz com que Santos se inicie em teoria musical e estude com César Guerra-Peixe e com o maestro alemão Hans-Joachim Koellreutter, um dos mais cultuados professores de harmonia na música erudita de quem Santos depois se torna assistente. Mesmo assim, não perde a africanidade em suas composições.
A originalidade presente nas criações do músico é resultado de alguns fatores, como arranjos sofisticados, inusitadas combinações de timbres, encadeamentos harmônicos, a ocorrência de ritmos cruzados, a alternância entre a harmonia jazzística e o erudito moderno, e a imprevisibilidade das melodias (devido ao fato de o músico não compor a partir do desenvolvimento de células melódicas simples).
Foi lançado em CD apenas em 2005, graças à ampla repercussão no meio nacional do CD duplo Ouro Negro, onde praticamente todas as músicas foram regravadas para a nova MPB. O LP foi eleito em uma lista da versão brasileira da revista Rolling Stone como o 23º melhor disco brasileiro de todos os tempos.

## Faixas
| N.º            | Título                                | Música                         | Duração |  |
| 1.             | "Coisas nº 4"                         | Moacir Santos                  | 04:04   |  |
| 2.             | "Coisas nº 10"                        | Moacir Santos · Mário Telles   | 03:09   |  |
| 3.             | "Coisas nº 5"                         | Moacir Santos · Mário Telles   | 02:48   |  |
| 4.             | "Coisas nº 3"                         | Moacir Santos                  | 03:03   |  |
| 5.             | "Coisas nº 2"                         | Moacir Santos                  | 04:57   |  |
| 6.             | "Coisas nº 9"                         | Moacir Santos · Regina Werneck | 03:11   |  |
| 7.             | "Coisas nº 6"                         | Moacir Santos                  | 03:25   |  |
| 8.             | "Coisas nº 7 (Quem é que não chora?)" | Moacir Santos · Mário Telles   | 02:28   |  |
| 9.             | "Coisas nº 1"                         | Moacir Santos · Clóvis Mello   | 02:44   |  |
| 10.            | "Coisas nº 8 (Navegação)"             | Moacir Santos · Regina Werneck | 02:21   |  |
| Duração total: | Duração total:                        | Duração total:                 | 32:07   |  |

## Equipe e colaboradores

##### Músicos
Coisas nº 1, nº 2, nº 3, nº 4, nº 5, nº 6
- Júlio Barbosa – Trompete
- Dulcilando Pereira – Sax-alto
- Luiz Bezerra – Sax-tenor
- Geraldo Medeiros – Sax-barítono
- Edmundo Maciel – Trombone
- Armando Pallas – Trombone-baixo
- João Gerônimo Menezes – Trompa
- Nicolino Cópia – Flauta
- Chaim Lewak – Piano
- Claudio das Neves – Vibrafone
- Geraldo Vespar – Violão
- Gabriel Bezerra – Baixo
- Wilson das Neves – Bateria
- Elias Ferreira – Percussão

Coisas nº 7, nº 8, nº 9, nº 10
- Giorgio Bariola, Peter Dautsberg, Watson Clis – Violoncelo
- Júlio Barbosa – Trompete
- Jorge Ferreira da Silva – Sax-alto
- Moacir Santos – Sax-barítono
- Chaim Lewak – Piano, Órgão
- Geraldo Vespar – Guitarra
- Gabriel Bezerra – Baixo
- Wilson das Neves – Bateria
- Elias Ferreira – Percussão

##### Ficha Técnica
- Roberto Quartin – produtor, texto da contracapa
- Wadi Gebara Netto – direção artística
- Alberto Soluri – técnico de gravação
- Patrícia Tattersfield – tela da capa
- Pedro Morais – foto contracapa

#### Reedição em CD
- Coordenação da edição em CD: Zé Nogueira, Mario Adnet e João Mario Linhares (MP,B)
- Restauro e adaptação da arte original: Cilene A. Roso (Newxtension Design)
- Agradecimentos: Caetano Rodrigues e Charles Gavin